# 克羅皮夫尼亞 (基輔州)
50°55′23″N 29°30′56″E / 50.92306°N 29.51556°E
克羅皮夫尼亞（烏克蘭語：Кропивня）是位於烏克蘭北部的村莊，由基辅州维什霍罗德区的伊萬基夫市鎮負責管轄。該村始建於1783年，面積2平方公里，海拔高度158米，2001年人口342，人口密度每平方公里171人。